# 호르헤 부루차가
호르헤 루이스 부루차가(스페인어: Jorge Luis Burruchaga, 1962년 10월 9일 ~ )는 아르헨티나 국적의 전직 축구 선수이며, 포지션은 미드필더였다.
아르헨티나 프리메라 디비시온의 아르세날 데 사란디에서 프로 경력을 시작했으며, 이후 인데펜디엔테를 거쳐 1985년 프랑스 르샹피오나의 FC 낭트에 입단해 활약한 뒤 1992년 발랑시엔 FC으로 이적하였다.
그 뒤 1993년 올랭피크 드 마르세유와의 경기를 앞두고 마르세유의 선수인 장자크 에이델리에게 매수되어 경기에서 고의로 진 혐의를 받았으나, 실제로 돈을 받고 승부조작을 한 혐의가 입증되지 않아 무죄 판결을 받았다. 이후 1995년 친정팀인 인데펜디엔테로 복귀하였고, 1998년 선수 은퇴를 선언하였다.
아르헨티나 축구 국가대표팀에서는 디에고 마라도나와 호흡이 잘 맞는 공격형 미드필더로 알려졌으며, 1986년 FIFA 월드컵 당시 서독 축구 국가대표팀과의 결승전에서 결승골을 넣은 선수로도 유명하다. 이후 1990년 FIFA 월드컵이 끝나고 난 직후 국가대표에서 은퇴하였다.
선수 은퇴 이후 자신의 친정팀인 아르세날의 감독을 맡았으며, 이후 에스투디안테스 라 플라타, 인데펜디엔테, CA 반필드 등에서 지도자 생활을 하였다.